# 4 Satin
A 4 Satin a Mogwai első középlemeze, amelyet 1997. május 26-án adott ki a Chemikal Underground az Egyesült Királyságban, és 1998. augusztus 18-án a Jetset az Amerikai Egyesült Államokban.

## Leírás
Az album mindhárom dala szerepel a későbbi EP+6 válogatásalbumon. Az Egyesült Államokban rossz változatot adtak ki; a lemez a Stereodee egy másik változatát, valamint a máshol meg nem jelent Guardians of Space dalt tartalmazta. A számlista is hibás volt, ezt később javították.

## Számlista

### Valós
Az összes dal szerzője a Mogwai, kivéve a Now You're Taken dalé, amelyet Aidan Moffat írt. 
| 1.    | Superheroes of BMX | 8:05  |
| 2.    | Now You’re Taken   | 7:00  |
| 3.    | Stereodee          | 13:39 |
| 28:44 |                    |       |

### Téves
|    | Cím                | Hossz |
| -- | ------------------ | ----- |
| 1. | Guardians Of Space | 3:34  |
| 2. | Now You're Taken   | 6:57  |
| 3. | Superheroes of BMX | 8:04  |
| 4. | Stereodee          | 10:33 |

## Közreműködők

### Mogwai
- Stuart Braithwaite – gitár, billentyűk, ütőhangszerek
- Dominic Aitchison – gitár, basszusgitár
- Martin Bulloch – dob
- John Cummings – gitár, zongora

### Más zenészek
- Aidan Moffat – ének

### Gyártás
- Andy Miller, Jamie Harley, Paul Savage – producerek

## Kiadások
| Ország                    | Dátum               | Kiadó                | Formátum | Katalógusazonosító |
| ------------------------- | ------------------- | -------------------- | -------- | ------------------ |
| Egyesült Királyság        | 1997. május 26.     | Chemikal Underground | CD, 12”  | CHEM015CD, CHEM015 |
| Amerikai Egyesült Államok | 1998. augusztus 18. | Jetset               | CD       | TWA14CD            |

## Fordítás
Ez a szócikk részben vagy egészben  a(z)   4 Satin című angol Wikipédia-szócikk ezen változatának fordításán alapul.  Az eredeti cikk szerkesztőit annak laptörténete sorolja fel. Ez a jelzés csupán a megfogalmazás eredetét és a szerzői jogokat jelzi, nem szolgál a cikkben szereplő információk forrásmegjelöléseként.